# NGC 3791
NGC 3791 في الفهرس العام الجديد، هي مجرة، تقع في كوكبة الباطية. اكتشفت في 22 فبراير 1787 بواسطة ويليام هيرشل.

## روابط خارجية
- NGC 3791 على موقع ويكي سكاي: DSS2, SDSS, GALEX, IRAS, Hydrogen α, X-Ray, Astrophoto, Sky Map, Articles and images